# Jegor Bazin
Jegor Jurjewicz Bazin, ros. Егор Юрьевич Базин (ur. 13 października 1995 w Togliatti) – rosyjski łyżwiarz figurowy, startujący w parach tanecznych z Jelizawietą Chudajbierdijewą. Uczestnik mistrzostw Europy, dwukrotny wicemistrz zimowej uniwersjady (2017, 2019) oraz dwukrotny brązowy medalista mistrzostw Rosji (2019, 2022).
Występował w parze z Sofją Jewdokimową przez 10 sezonów do 1 marca 2020. Zadeklarował kontynuowanie kariery z nową partnerką.

## Osiągnięcia

### Z Jelizawietą Chudajbierdijewą
| Zawody            | 20–21          | 21–22          |                |                |                |                |                |                |                |                |                |                |                |                |                |                |                |                |
| Międzynarodowe    | Międzynarodowe | Międzynarodowe | Międzynarodowe | Międzynarodowe | Międzynarodowe | Międzynarodowe | Międzynarodowe | Międzynarodowe | Międzynarodowe | Międzynarodowe | Międzynarodowe | Międzynarodowe | Międzynarodowe | Międzynarodowe | Międzynarodowe | Międzynarodowe | Międzynarodowe | Międzynarodowe |
| ----------------- | -------------- | -------------- | -------------- | -------------- | -------------- | -------------- | -------------- | -------------- | -------------- | -------------- | -------------- | -------------- | -------------- | -------------- | -------------- | -------------- | -------------- | -------------- |
| GP Rostelecom Cup | 4              |                |                |                |                |                |                |                |                |                |                |                |                |                |                |                |                |                |
| Krajowe           |                |                |                |                |                |                |                |                |                |                |                |                |                |                |                |                |                |                |
| Mistrzostwa Rosji | 5              | 3              |                |                |                |                |                |                |                |                |                |                |                |                |                |                |                |                |

### Z Sofją Jewdokimową
| Zawody                                | 10–11          | 11–12          | 12–13          | 13–14          | 14–15          | 15–16          | 16–17          | 17–18          | 18–19          | 19–20          |                |                |                |                |                |                |                |
| Międzynarodowe                        | Międzynarodowe | Międzynarodowe | Międzynarodowe | Międzynarodowe | Międzynarodowe | Międzynarodowe | Międzynarodowe | Międzynarodowe | Międzynarodowe | Międzynarodowe | Międzynarodowe | Międzynarodowe | Międzynarodowe | Międzynarodowe | Międzynarodowe | Międzynarodowe | Międzynarodowe |
| ------------------------------------- | -------------- | -------------- | -------------- | -------------- | -------------- | -------------- | -------------- | -------------- | -------------- | -------------- | -------------- | -------------- | -------------- | -------------- | -------------- | -------------- | -------------- |
| Mistrzostwa Europy                    |                |                |                |                |                |                |                |                | 9              |                |                |                |                |                |                |                |                |
| GP Cup of China                       |                |                |                |                |                |                |                |                |                | 6              |                |                |                |                |                |                |                |
| GP Rostelecom Cup                     |                |                |                |                |                |                | 9              | WD             | 4              |                |                |                |                |                |                |                |                |
| GP Skate Canada International         |                |                |                |                |                |                |                |                |                | 9              |                |                |                |                |                |                |                |
| CS Finlandia Trophy                   |                |                |                |                |                |                |                |                | 7              |                |                |                |                |                |                |                |                |
| CS Golden Spin Zagrzeb                |                |                |                |                |                |                | 9              |                |                |                |                |                |                |                |                |                |                |
| CS Memoriał Ondreja Nepeli            |                |                |                |                |                |                |                |                |                | 7              |                |                |                |                |                |                |                |
| CS Tallinn Trophy                     |                |                |                |                |                |                |                | 4              | 4              |                |                |                |                |                |                |                |                |
| Bosphorus Cup                         |                |                |                |                |                |                |                |                | 1              |                |                |                |                |                |                |                |                |
| Minsk-Arena Ice Star                  |                |                |                |                |                |                | 3              |                | 1              |                |                |                |                |                |                |                |                |
| Open Ice Mall Cup                     |                |                |                |                |                |                |                |                | 2              |                |                |                |                |                |                |                |                |
| Zimowa uniwersjada                    |                |                |                |                |                |                | 2              |                | 2              |                |                |                |                |                |                |                |                |
| Międzynarodowe: Kategorie młodzieżowe |                |                |                |                |                |                |                |                |                |                |                |                |                |                |                |                |                |
| Mistrzostwa świata juniorów           |                |                |                |                | 10             |                |                |                |                |                |                |                |                |                |                |                |                |
| JGP w Austrii                         |                | 7              |                |                |                | 5              |                |                |                |                |                |                |                |                |                |                |                |
| JGP w Czechach                        |                |                |                | 4              | 4              |                |                |                |                |                |                |                |                |                |                |                |                |
| JGP we Francji                        |                |                | 5              |                |                |                |                |                |                |                |                |                |                |                |                |                |                |
| JGP na Łotwie                         |                |                |                |                |                | 3              |                |                |                |                |                |                |                |                |                |                |                |
| JGP w Meksyku                         |                |                |                | 3              |                |                |                |                |                |                |                |                |                |                |                |                |                |
| JGP w Niemczech                       |                |                |                |                | 4              |                |                |                |                |                |                |                |                |                |                |                |                |
| JGP w Słowenii                        |                |                | 7              |                |                |                |                |                |                |                |                |                |                |                |                |                |                |
| Minsk-Arena Ice Star                  |                |                |                |                |                | 1 J            |                |                |                |                |                |                |                |                |                |                |                |
| Krajowe                               |                |                |                |                |                |                |                |                |                |                |                |                |                |                |                |                |                |
| Mistrzostwa Rosji                     |                |                |                |                |                |                | 6              | 5              | 3              | 7              |                |                |                |                |                |                |                |
| Mistrzostwa Rosji juniorów            | 11             | 6              | 5              |                | 3              | 4              |                |                |                |                |                |                |                |                |                |                |                |